# Hébraïsme
Hébraïsme est un terme polysémique. Il sert initialement à désigner l'identification d'un usage, trait, ou caractéristique de l'hébreu, mais par extension successive, en vient à être appliqué aux Hébreux, voire aux Juifs, leur doctrine, leur idéologie nationale, ou leur culture.

## Idiomatique hébraïque
L'hébreu contient de nombreux idiomes caractéristiques des langues sémitiques et difficiles à traduire dans d'autres langues. Certaines cultures se référant néanmoins à des textes originellement écrits en hébreu, ces idiomes doivent être rendus dans les traductions proposées.
L'écrivain David Bivin cite comme exemple be'arba enayim, littéralement « en[tre] quatre yeux », c'est-à-dire sans l'intervention ni la présence d'une tierce personne ; ou bien lo doubim vèlo ya'ar, littéralement « ni ours ni forêt », signifiant que quelque chose est complètement faux.

## Étymologies hébraïques
Le terme hébraïsme s'emploie aussi pour les emprunts lexicaux à l'hébreu en d'autres langues, par exemple le mot « caroube ».
Certaines locutions, particulièrement les expressions bibliques tirées de la Bible hébraïque, sont des exemples notoires d'emprunt à l'hébreu, par exemple « avoir la nuque raide » ou « il y coule le lait et le miel ».

## Tournures particulières
Outre la simple étymologie, l'hébreu, tant scripturaire que parlé, est marqué d'éléments linguistiques particuliers distinguant leur racine sémitique. Ces hébraïsmes incluent : l'ordre des mots, l'emploi du chiasme, les prépositions composées, les formules dans lesquelles un nom est caractérisé par un autre nom plutôt que par un adjectif ("Dieu de colère"), etc. Dans ce cas on parle souvent de sémitismes.
Certains auteurs, comme Michael Marlowe, s'appuient sur ces tournures pour avancer que le Nouveau Testament était écrit en hébreu et non en grec.
De tels hébraïsmes seraient également retrouvés dans le Livre de Mormon,,,,.

## Système hébraïque
Le mot hébraïsme' est également utilisé pour décrire une qualité, un caractère, une nature, une méthode de pensée, ou système religieux attribué aux Hébreux. C'est en ce sens que Matthew Arnold (1869) oppose l'hébraïsme et l'hellénisme. La réponse de Feldman à Arnold renforce cet usage.